# Cascade Investment
Cascade Investment, L.L.C. là một công ty đầu tư tài chính của Mỹ, có trụ sở ở Kirkland, Washington, United States. Công ty này do Bill Gates thành lập từ năm 1995. Bill Gates hiện giữ chức chủ tịch công ty, còn giám đốc điều hành là Michael Larson. Hơn một nửa tài sản của Bill Gates không nằm ở số cổ phiếu của ông ở Microsoft mà nằm ở Cascade Investment.

## Danh mục đầu tư chính
| Công ty                         | Loại hình                                    | Ngành nghề | %Sở hữu       |
| ------------------------------- | -------------------------------------------- | --- | ------------- |
| Four Seasons Hotels and Resorts | Private                                      | Hospitality | 47%           |
| Ecolab                          | NYSE: ECL                                    | Conglomerate | 25%           |
| Canadian National Railway       | - Bản mẫu:Toronto Stock Exchange - NYSE: CNI | Rail transport | 14.2%         |
| FEMSA                           | Bản mẫu:BMV                                  | Beverage and Retail | [ 2 ]         |
| Berkshire Hathaway              | - NYSE: BRK.A - NYSE: BRK.B                  | Conglomerate | 4%            |
| Strategic Hotels & Resorts      | Private                                      | Hospitality | 9.8%          |
| Republic Services               | NYSE: RSG                                    | Waste management | 34.1%         |
| Deere & Company                 | NYSE: DE                                     | Agricultural, construction, forestry, outdoor power and turf maintenance equipment. OEM diesel and natural gas engine manufacturer. | [ 2 ]         |
| Bunzl                           | LSE:BNZL                                     | Distribution and Outsourcing | 6%            |
| Carpetright                     | LSE:CPR                                      | Retail | 3%            |
| Diageo                          | - LSE:DGE - NYSE: DEO                        | Beverages | [ 2 ]         |
| AutoNation                      | NYSE: AN                                     | Car dealership | 14%           |
| Microsoft                       | NASDAQ: MSFT                                 | Software and Hardware conglomerate                                                                                                  | 3.6%          |
| Beyond Meat                     | NASDAQ: BYND                                 | Food | [ 8 ] [ 11 ]  |
| Ritz-Carlton in San Francisco   | Private                                      | Hospitality | [ 12 ]        |
| TerraPower                      | Private                                      | Nuclear power | [ 13 ]        |
| Transformco                     | Private                                      | Retail and real estate | Debt interest |
| Vroom                           | NASDAQ: VRM                                  | Car dealership | Page 151      |
| StorageMart                     | Private                                      | Self-storage | [ 15 ]        |